# 臨床病理検討会
臨床病理検討会（りんしょうびょうりけんとうかい）は、病院で行われる複数の臨床科と病理医や検査医が合同で行う討論形式の症例検討会。英語で clinicopathological (またはclinicopathologic) conference と表されるため、しばしば CPC と略称される。病理解剖が行われた症例を対象にする剖検CPCが一般的だが、最近では診断が確定して今後の治療方針などを検討するために行う外科病理CPC (生検CPC) も実施されている。
通常、患者の担当医が主訴、既往歴、家族歴、現病歴、入院時現症、検査所見を説明し、画像検査などを提示した後、入院後の経過と治療経過が説明される。司会者は聴衆の中から専門分野に応じた討論者を指名し、問題点や鑑別診断について意見交換や議論を行った後、具体的な臨床診断の絞り込みが行われる。最後に病理医が指名され剖検または生検で判明した診断結果を披瀝し、最後に全員で症例の診断に至るプロセスの合理性、治療の妥当性、画像や検査所見の整合性や矛盾点などを議論して終わる。こうした症例検討会は典型例でも稀少例でも患者のアウトカムの分析のために有用である。
画像診断法や検査が発達した現在では、臨床診断が根本的に覆されることは稀であるが、原疾患に関連した合併症や偶発病変を通じて生前には把握しきれなかった変化や、死因に直結する病態、生前には見逃されていた可能性のある微妙な画像所見の意味づけや検査値の異常の合理的な解釈がなされることがある。
初期臨床研修ではCPCへの参加とカンファランス終了後の報告書 (CPCレポート) の作成が必修項目となっている。

## 参考資料
- 臨床研修の到達目標（厚生労働省）